# مرتضی حکمت
سید مرتضی حکمت از مالکان بزرگ فارس، شهردار شیراز و نماینده فسا در مجلس شورای ملی بود.
پدرش حاج ابراهیم حکمت معروف به حاج مجتهد و مادرش از سادات منصوری بود که نسب‌شان به سید علی خان کبیر شارح صحیفه سجادیه می‌رسد. در سال ۱۳۲۶ شهردار شیراز شد و در سال ۱۳۲۸ در انتخابات دوره شانزدهم مجلس شورای ملی با کسب ۱۰۵۰۸ رأی از مجموع ۱۸۴۹۷ رأی که به صندوق‌ها ریخته شد به نمایندگی فسا در مجلس راه یافت. او در دوره‌های هجدهم تا بیستم نیز نماینده فسا بود.
حکمت و همسرش شمس‌الملوک بیش از یک میلیون و پانصد و شصت هزار متر مربع زمین به مراکز فرهنگی و عام‌المنفعه اهدا کردند که در آن‌ها چنین تأسیساتی بنا شده‌است: دانشکده علوم پزشکی و خدمات بهداشتی، کارخانه قند، کارخانه الکل سازی، دبیرستان عشایری حکمت، کشتارگاه قدیم فسا، مسجد و مدرسه راهنمایی حیدرآباد و مدرسه راهنمایی انتهای مهدیه فسا.
مرتضی حکمت در شرایطی که گفته می‌شود از مال دنیا هیچ نداشت در تهران از دنیا رفت و در گورستان ابن بابویه به خاک سپرده شد.